# Ramiro Enrique
Ramiro Enrique Paz (Burzaco, Argentina; 4 de mayo de 2001) es un futbolista argentino. Juega de delantero y su equipo actual es el Orlando City, de la Major League Soccer estadounidense.

## Trayectoria
Formado en las inferiores de Banfield, Enrique firmó su primer contrato con el club en julio de 2019. Debutó con el primer equipo bajo la dirección de Javier Sanguinetti, el 12 de febrero de 2021 en la victoria por 2-0 sobre Racing Club por la primera división.
El 26 de enero de 2023, Enrique fichó en el Orlando City de la Major League Soccer estadounidense.

## Selección nacional
Fue citado a la selección sub-19 de Argentina en 2019.

## Estadísticas

### Clubes
Actualizado de acuerdo al último partido jugado el 6 de agosto de 2025.
| Club                              | Div.          | Temporada     | Liga  | Liga  | Liga   | Copas nacionales | Copas nacionales | Copas nacionales | Torneos internacionales | Torneos internacionales | Torneos internacionales | Total | Total | Total  |
| Club                              | Div.          | Temporada     | Part. | Goles | Asist. | Part.            | Goles            | Asist.           | Part.                   | Goles                   | Asist.                  | Part. | Goles | Asist. |
| --------------------------------- | ------------- | ------------- | ----- | ----- | ------ | ---------------- | ---------------- | ---------------- | ----------------------- | ----------------------- | ----------------------- | ----- | ----- | ------ |
| C. A. Banfield Argentina          | 1.ª           | 2020          | —     | —     | —      | 1                | 0                | 0                | —                       | —                       | —                       | 1     | 0     | 0      |
| C. A. Banfield Argentina          | 1.ª           | 2021          | 24    | 3     | 1      | 15               | 2                | 0                | —                       | —                       | —                       | 39    | 5     | 1      |
| C. A. Banfield Argentina          | 1.ª           | 2022          | 27    | 5     | 1      | 5                | 2                | 1                | 1                       | 0                       | 0                       | 33    | 7     | 2      |
| C. A. Banfield Argentina          | Total club    | Total club    | 51    | 8     | 2      | 21               | 4                | 1                | 1                       | 0                       | 0                       | 73    | 12    | 3      |
| Orlando City S. C. Estados Unidos | 1.ª           | 2023          | 33    | 4     | 1      | 1                | 0                | 0                | 5                       | 0                       | 0                       | 39    | 4     | 1      |
| Orlando City S. C. Estados Unidos | 1.ª           | 2024          | 25    | 9     | 2      | —                | —                | —                | 7                       | 3                       | 1                       | 32    | 12    | 3      |
| Orlando City S. C. Estados Unidos | 1.ª           | 2025          | 21    | 7     | 0      | 2                | 2                | 0                | 3                       | 0                       | 0                       | 26    | 9     | 0      |
| Orlando City S. C. Estados Unidos | Total club    | Total club    | 79    | 20    | 3      | 3                | 2                | 0                | 15                      | 3                       | 1                       | 97    | 25    | 4      |
| Total carrera                     | Total carrera | Total carrera | 130   | 28    | 5      | 24               | 6                | 1                | 16                      | 3                       | 1                       | 170   | 37    | 7      |
| 1. 2. 3.                          |               |               |       |       |        |                  |                  |                  |                         |                         |                         |       |       |        |

## Vida personal
Ramiro es hijo de Héctor Enrique, exfutbolista y campeón del mundo en 1986. Sus tíos Ramón, Rubén y Carlos Enrique también fueron futbolistas profesionales. Sus dos hermanos, Fernando y Facundo, son futbolista y rugbista respectivamente, mientras que su hermana Belén compitió en hockey sobre césped.